# Appendicula theunissenii
Appendicula theunissenii är en orkidéart som beskrevs av Johannes Jacobus Smith. Appendicula theunissenii ingår i släktet Appendicula och familjen orkidéer. Inga underarter finns listade i Catalogue of Life.